# 서구인의 눈으로
《서구인의 눈으로》(영어: Under Western Eyes)은 조지프 콘래드의 소설이다. 

## 소개
≪서구인의 눈으로≫는 제정 말기 러시아 사회를 배경으로 하여 대학생 라주모프가 경험하는 이념적 갈등과 욕망의 좌절, 배신과 죄의식, 고백 및 구원을 보여 주는 일종의 심리소설이다. 이런 라주모프의 심리적 변화 또는 욕망의 변화에 가장 큰 영향을 끼치는 두 가지 요소는 가정과 사회다. 라주모프는 부모도 일가친척도 없는 고아다. 그에게 부모가 없다는 사실은 최대의 결핍이고, 그래서 그는 출세를 통해 자신의 결핍을 없애고자 한다. 하지만 그의 욕망은 러시아 사회를 지배하는 두 개의 적대적인 이념들에 의해서 좌절된다. 
≪서구인의 눈으로≫는 콘래드의 전성기에 쓰인 마지막 걸작으로서, 독재정치와 혁명에 대한 콘래드의 정치적 견해나 사상이 잘 드러나 있는 정치 소설이다. 작중 서술자인 영국인 언어 교사는 주인공 라주모프 못지않게 중요한 비중을 차지한다. ‘서구인의 눈’은 다름 아닌 서구의 시각을 대변하는 ‘언어 교사의 눈’이다. 그는 러시아의 정치 상황과 아무 관련이 없는 제삼자이기 때문에, 이해 당사자들이 서술자로 등장하는 경우에 비해서 좀 더 객관적으로 전제정치와 혁명주의자들에 대해 서술할 수 있으며 언어 교사의 이런 중립적인 서술 방식은 결국 소설에서 주제의 극적인 효과를 강조하는 데, 즉 전제정치와 혁명의 폭력성을 강조하는 데 기여한다. 또한 작중 서술자를 통해 상호 텍스트성을 이룬다. 즉 러시아인 라주모프의 수기와 그 수기에 대한 영국인 서술자의 해설, 그리고 등장하는 인물들이 말하거나 쓴 것에 대한 영국인 서술자의 해설의 서로 다른 세 텍스트들이 모여서 하나의 완결된 텍스트를 구성한다.
제정 말기의 러시아 사회처럼 어떤 사회가 이념적 대립이나 갈등으로 인해 분열의 양상을 보일 때, 이념의 주체들이 대립되는 상대방을, 그들이 추구하는 이상과 가치에 대한 장애물로 인식하고서 제거하려고 하기 때문에 문제가 발생한다. 라주모프는 나탈리아라는 여자를 통해 이 사실을 깨닫고서 이념에서 자유로운 인간으로, 사랑과 신뢰의 가치를 소중히 여기는 인간으로 거듭난다. 인간에게 그리고 인간이 모여 사는 사회에게 소중한 것은 차이를 배제하거나 제거하려는 이념 그 자체가 아니라 차이를 사회의 본질로서 받아들이고서 인간에 대한 믿음과 사랑으로 감싸 안는 자세다. 

## 참고 자료
- 본 문서에는 지식을만드는지식에서 CC-BY-SA 3.0으로 배포한 책 소개글을 기초로 작성된 내용이 포함되어 있습니다.
  - 김태숙 역, 지만지 2014년, ISBN 9791130416816